# Воргашор (приток Харбея)
Воргашор (устар. Варга-Шор) — река в Приуральском районе Ямало-Ненецкого АО. Устье реки находится в 16 км от устья реки Харбей по левому берегу. Длина реки составляет 12 км.

## Данные водного реестра
По данным государственного водного реестра России относится к Нижнеобскому бассейновому округу, водохозяйственный участок реки — Обь от города Салехард и до устья, речной подбассейн реки — бассейны притоков Оби ниже впадения Северной Сосьвы. Речной бассейн реки — (Нижняя) Обь от впадения Иртыша.
Код объекта в государственном водном реестре — 15020300212115300033749.